# Fargo (film, 1996)
A Fargo (Fargo) 1996-ban bemutatott, a Coen testvérek által rendezett, Oscar-díjra jelölt, realisztikus dráma, melyet bár a film elején igaz történetnek állítanak be, a stáblista végén kiderül, hogy az egész mű csupán a képzelet szüleménye.

## Cselekmény
1987 tele, Minnesota államban. Egy autókereskedő, Jerry Lundegaard (William H. Macy) anyagi gondokkal küzd, ezért Fargóba utazik és felbérel két bűnözőt, Carl Showaltert (Steve Buscemi) és a Gaear Grimsrudot (Peter Stormare), hogy rabolják el a feleségét (Kristin Rudrüd) és kérjenek érte váltságdíjat, rajta keresztül, annak gazdag apjától (Harve Presnell). Cserébe kapnak egy vadonatúj autót és a váltságdíj felét, 40 000 dollárt. A kezdeti 80 000 dolláros váltságdíj később egymillió dollárra emelkedik, amiből Jerry kifizetné a két bűnözőt és egy nagy parkolót építene, ami biztosíthatná megélhetését.
Carl és Grimsrud elrabolja Jerry nejét, majd este egy országúton egy rendőr járőr leállítja őket, mert az autószalonból kapott, új autójukon nincs rendes rendszámtábla. Grimshud hidegvérrel lelövi a rendőrjárőrt, majd végez egy autóban utazó párral is, akik szemtanúként látták a rendőr holttestét. A gyilkosságok ügyében a helyi nyomozónő, Marge Gunderson (Frances McDormand) nyomoz, aki hét hónapos terhes. Az eset kapcsán kihallgat a gyilkosokkal szexuális kapcsolatot létesített prostituáltakat, majd a börtönviselt, indián autószerelőn, Shep Széplábon keresztül eljut Jerryig, akit viszont nem tud kihallgatni.
Jerry apósa, Wade ragaszkodik hozzá, hogy Jerry helyett ő fogja átadni az emberrablónak a pénzt. El is viszi a váltságdíjat egy emeletes ház parkolójába, ahol Carl várja. Szóváltásba keverednek és Wade arcon lövi Carlt, amire válaszul az emberrabló agyonlövi Wade-et. A táskában 1 000 000 dollár váltságdíj van, pedig Carl csak 80 000 dollárra számított. Mivel a társa egy erdő szélén az elrabolt nőre vigyáz és ő is 80 000 dollár váltságdíjra számít, amit elfeleznének (ekkor már a teljes összeget meg akarják tartani a „felmerült nehézségek” miatt), ezért Carl 80 000 dollár kivételével a pénzt elrejti egy havas pusztát határoló, több kilométer hosszú kerítés mellett, melyet egy szélvédő fagykaparóval jelöl meg. Elmegy a társához és odaadja neki a 80 000 dollár felét, de Grimsrud a kocsit is akarja. Carl hajthatatlan, szerinte jár neki a kocsi, mert megdolgozott érte. Rövid szóváltás után Grimshud agyonveri Carlt egy baltával. Halott bűntársa holttestét éppen darálja egy faaprító géppel, mikor Gunderson nyomozó meglátja a keresett kocsit, majd lábon lövi a menekülő Grimsrudot. Az elrabolt asszony, akit egy faházban tartottak túszként, már halott, mikor a nyomozónő megtalálja. Az emberrablást kiötlő Jerry sem kerüli el a sorsát, menekülés közben elkapják a rendőrök.

## Szereplők
(zárójelben feltüntetve a magyar szinkronhang)
- Frances McDormand – Marge Gunderson (Kiss Mari)
- William H. Macy – Jerry Lundegaard (Józsa Imre)
- Steve Buscemi – Carl Showalter (Kassai Károly)
- Peter Stormare – Gaear Grimsrud (Dózsa Zoltán)
- Harve Presnell – Wade Gustafson (Versényi László)
- Kristin Rudrüd – Jean Lundegaard (Farkasinszky Edit)
- Tony Denman – Scotty Lundegaard (Molnár Levente)
- Larry Brandenburg – Stan Grossman (Melis Gábor)
- Steve Reevis – Shep Szépláb (Háda János)
- Warren Keith	- Reilley Diefenbach (Izsó Vilmos)
- James Gaulke – országúti járőr (Bácskai János)
- John Carroll Lynch – Norm Gunderson (Konrád Antal)
- Szinkronként: cím, stáblista, narrátor: Bozai József

## Megjelenése
A filmnek volt egy limitált bemutatása az Egyesült Államokban (harminchat moziban), 1996. március 8-án. A nagyközönség számára 1996. április 5-én mutatták be. Magyarországi bemutatója 1997. február 27-én volt.
Az első VHS kiadás 1997. július 8-án, az első Blu-ray kiadás 2009. május 12-én jelent meg az Államokban. Magyarországon az első DVD változat 2003. szeptember 2-án jelent meg, ám ez a verzió magyar szinkront még nem tartalmazott, csupán magyar feliratot. 2006. január 24-én adták ki a magyar szinkronos DVD-t.

## Filmzene
A film zenéjét Carter Burwell szerezte, aki a Coen testvérek több filmjéhez is kísérőzenét írt.
A fő zenei motívum alapjai norvég népdalok: "Lost Sheep", "Den Bortkomne Sauen".
Burwell zenéjén kívül, más előadók zenéi vagy számai is hallhatók a film alatt.
Mikor Jerry először találkozik az emberrablókkal egy bárban, a háttérben Merle Haggard "Big City" című száma szól.
A filmben van egy jelenet, amikor egy estélyen José Feliciano ad koncertet és Carl Shawalter egy prostituálttal beszélget José Feliciano-ról. Ezen az estélyen a zenész "Let's Find Each Other Tonight" című szerzeményét játssza és ennek egy része hallható a filmben.
A film egyik éttermi jelenetében Chuck Mangione "Feels So Good" című szám szól a háttérben.
A film zenéje, a Coen testéverek másik filmjének, a Hollywoodi lidércnyomás zenéjével együtt jelent meg.
Számlista
1. "Fargo, North Dakota" – 2:47
2. "Moose Lake" – 0:41
3. "A Lot of Woe" – 0:49
4. "Forced Entry" – 1:23
5. "The Ozone" – 0:57
6. "The Trooper's End" – 1:06
7. "Chewing on it" – 0:51
8. "Rubbernecking" – 2:04
9. "Dance of the Sierra" – 1:23
10. "The Mallard" – 0:58
11. "Delivery" – 4:46
12. "Bismarck, North Dakota" – 1:02
13. "Paul Bunyan" – 0:35
14. "The Eager Beaver" – 3:10
15. "Brainerd Minnesota" – 2:40
16. "Safe Keeping" – 1:41

## Fordítás
- Ez a szócikk részben vagy egészben  a   Fargo (film) című angol Wikipédia-szócikk fordításán alapul.  Az eredeti cikk szerkesztőit annak laptörténete sorolja fel. Ez a jelzés csupán a megfogalmazás eredetét és a szerzői jogokat jelzi, nem szolgál a cikkben szereplő információk forrásmegjelöléseként.